# Olympische Sommerspiele 1936/Boxen
Bei den XI. Olympischen Sommerspielen 1936 in Berlin fanden acht Wettbewerbe im Boxen statt. Austragungsort war die Deutschlandhalle im Bezirk Charlottenburg.

## Bilanz

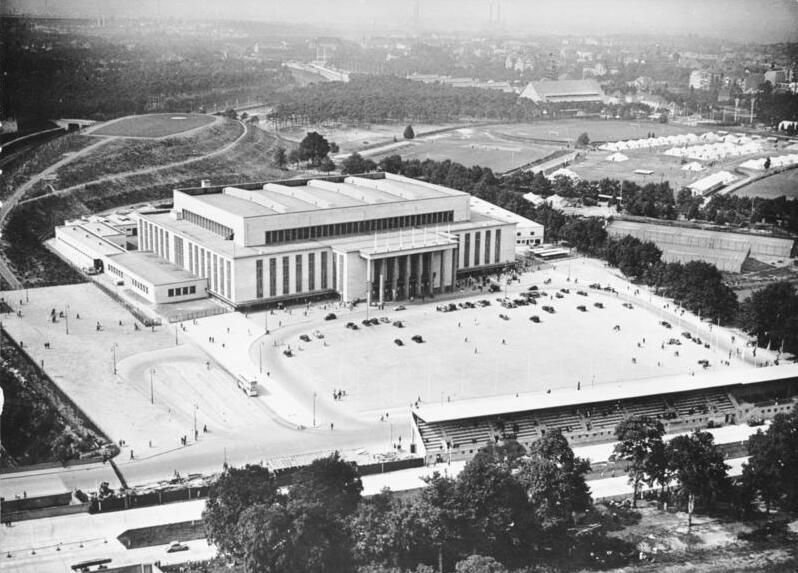
Deutschlandhalle

### Medaillenspiegel
| Platz  | Land                  | Gold | Silber | Bronze | Gesamt |
| ------ | --------------------- | ---- | ------ | ------ | ------ |
| 1      | Deutsches Reich       | 2    | 2      | 1      | 5      |
| 2      | Frankreich            | 2    | –      | –      | 2      |
| 3      | Argentinien           | 1    | 1      | 2      | 4      |
| 4      | Italien               | 1    | 1      | –      | 2      |
| 5      | Finnland              | 1    | –      | –      | 1      |
| 5      | Ungarn                | 1    | –      | –      | 1      |
| 7      | Norwegen              | –    | 1      | 1      | 2      |
| 7      | Vereinigte Staaten    | –    | 1      | 1      | 2      |
| 9      | Estland               | –    | 1      | –      | 1      |
| 9      | Südafrikanische Union | –    | 1      | –      | 1      |
| 11     | Dänemark              | –    | –      | 1      | 1      |
| 11     | Mexiko                | –    | –      | 1      | 1      |
| 11     | Schweden              | –    | –      | 1      | 1      |
| Gesamt | Gesamt                | 8    | 8      | 8      | 24     |

### Medaillengewinner
| Disziplin         | Gold            | Silber            | Bronze               |
| ----------------- | --------------- | ----------------- | -------------------- |
| Fliegengewicht    | Willy Kaiser    | Gavino Matta      | Louis Laurie         |
| Bantamgewicht     | Ulderico Sergo  | George Wilson     | Fidel Ortíz          |
| Federgewicht      | Oscar Casanovas | Charles Catterall | Josef Miner          |
| Leichtgewicht     | Imre Harangi    | Nikolai Stepulov  | Erik Ågren           |
| Weltergewicht     | Sten Suvio      | Michael Murach    | Gerhard Pedersen     |
| Mittelgewicht     | Jean Despeaux   | Henry Tiller      | Raúl Villarreal      |
| Halbschwergewicht | Roger Michelot  | Richard Vogt      | Francisco Risiglione |
| Schwergewicht     | Herbert Runge   | Guillermo Lovell  | Erling Nilsen        |

## Ergebnisse

### Fliegengewicht (bis 50,802 kg)
| Platz | Land | Athlet             |
| ----- | ---- | ------------------ |
| 1     | GER  | Willy Kaiser       |
| 2     | ITA  | Gavino Matta       |
| 3     | USA  | Louis Laurie       |
| 4     | ARG  | Alfredo Carlomagno |
| 5     | BEL  | Raoul Degryse      |
| 5     | RSA  | William Passmore   |
| 5     | URU  | Fidel Tricánico    |
| 5     | POL  | Edmund Sobkowiak   |

Datum: 10. bis 15. August 1936 

24 Teilnehmer aus 24 Ländern

### Bantamgewicht (bis 53,524 kg)
| Platz | Land | Athlet              |
| ----- | ---- | ------------------- |
| 1     | ITA  | Ulderico Sergo      |
| 2     | USA  | George Wilson       |
| 3     | MEX  | Fidel Ortíz         |
| 4     | SWE  | Stig Cederberg      |
| 5     | BEL  | Joseph Cornelis     |
| 5     | RSA  | Alec Hannan         |
| 5     | JPN  | Shunpei Hashioka    |
| 5     | PHI  | Oscar de Larrazábal |

Datum: 10. bis 15. August 1936 

24 Teilnehmer aus 24 Ländern

### Federgewicht (bis 57,152 kg)
| Platz | Land | Athlet            |
| ----- | ---- | ----------------- |
| 1     | ARG  | Oscar Casanovas   |
| 2     | RSA  | Charles Catterall |
| 3     | GER  | Josef Miner       |
| 4     | HUN  | Dezső Frigyes     |
| 5     | USA  | Theodore Kara     |
| 5     | CAN  | William Marquart  |
| 5     | POL  | Aleksander Polus  |
| 5     | GBR  | John Treadaway    |

Datum: 11. bis 15. August 1936 

24 Teilnehmer aus 24 Ländern

### Leichtgewicht (bis 61,237 kg)
| Platz | Land | Athlet           |
| ----- | ---- | ---------------- |
| 1     | HUN  | Imre Harangi     |
| 2     | EST  | Nikolai Stepulov |
| 3     | SWE  | Erik Ågren       |
| 4     | DEN  | Poul Kops        |
| 5     | CHI  | Carlos Lillo     |
| 5     | PHI  | José Padilla     |
| 5     | ARG  | Lidoro Oliver    |
| 5     | USA  | Andrew Scrivani  |

Datum: 11. bis 15. August 1936 

26 Teilnehmer aus 26 Ländern

### Weltergewicht (bis 66,678 kg)
| Platz | Land | Athlet              |
| ----- | ---- | ------------------- |
| 1     | FIN  | Sten Suvio          |
| 2     | GER  | Michael Murach      |
| 3     | DEN  | Gerhard Pedersen    |
| 4     | FRA  | Roger Tritz         |
| 5     | PHI  | Simplicio de Castro |
| 5     | NED  | Hens Dekkers        |
| 5     | HUN  | Imre Mándi          |
| 5     | ARG  | Raúl Rodríguez      |

Datum: 10. bis 15. August 1936 

24 Teilnehmer aus 24 Ländern

### Mittelgewicht (bis 72,574 kg)
| Platz | Land | Athlet             |
| ----- | ---- | ------------------ |
| 1     | FRA  | Jean Despeaux      |
| 2     | NOR  | Henry Tiller       |
| 3     | ARG  | Raúl Villarreal    |
| 4     | POL  | Henryk Chmielewski |
| 5     | GER  | Adolf Baumgarten   |
| 5     | USA  | Jimmy Clark        |
| 5     | NED  | Tin Dekkers        |
| 5     | TCH  | Josef Hrubeš       |

Datum: 11. bis 15. August 1936 

19 Teilnehmer aus 19 Ländern

### Halbschwergewicht (bis 79,378 kg)
| Platz | Land | Athlet               |
| ----- | ---- | -------------------- |
| 1     | FRA  | Roger Michelot       |
| 2     | GER  | Richard Vogt         |
| 3     | ARG  | Francisco Risiglione |
| 4     | RSA  | Robey Leibbrandt     |
| 5     | GBR  | Tom Griffin          |
| 5     | TCH  | František Havelka    |
| 5     | DEN  | Børge Holm           |
| 5     | FIN  | Hannes Koivunen      |

Datum: 10. bis 15. August 1936 

21 Teilnehmer aus 21 Ländern

### Schwergewicht (über 79,378 kg)
| Platz | Land | Athlet           |
| ----- | ---- | ---------------- |
| 1     | GER  | Herbert Runge    |
| 2     | ARG  | Guillermo Lovell |
| 3     | NOR  | Erling Nilsen    |
| 4     | HUN  | Ferenc Nagy      |
| 5     | URU  | José Feans       |
| 5     | GBR  | Vincent Stuart   |
| 5     | SWE  | Olle Tandberg    |
| 5     | LUX  | Ernest Toussaint |

Datum: 10. bis 15. August 1936 

17 Teilnehmer aus 17 Ländern